# Lac municipal de Dschang
Le lac municipal de Dschang est un lac de retenue créé dans les années 1960 à Dschang. Il est d'une superficie d’environ 40 hectares.

### Articles connexes

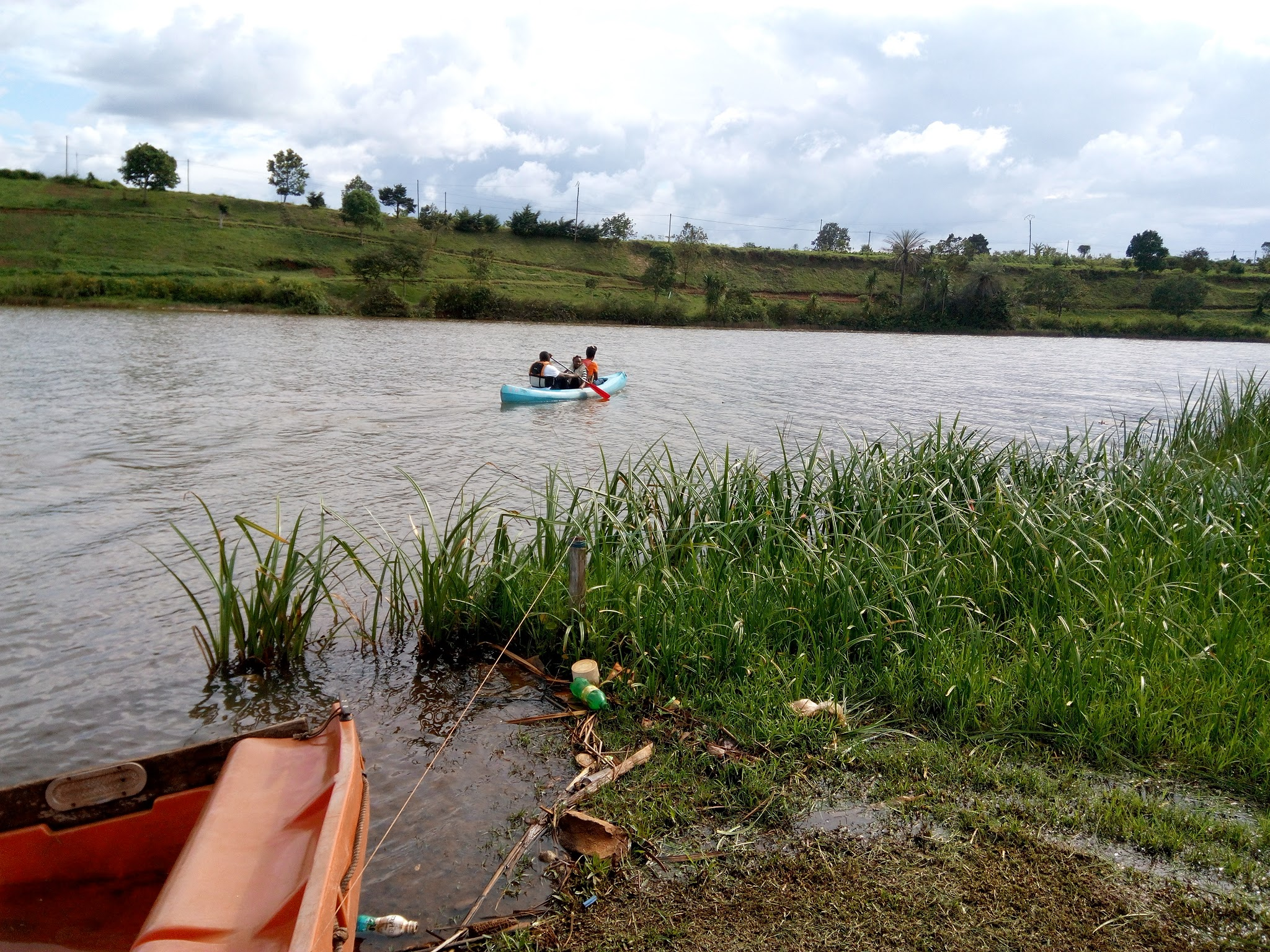
Pirogue sur les eaux du lac municipal de Dschang
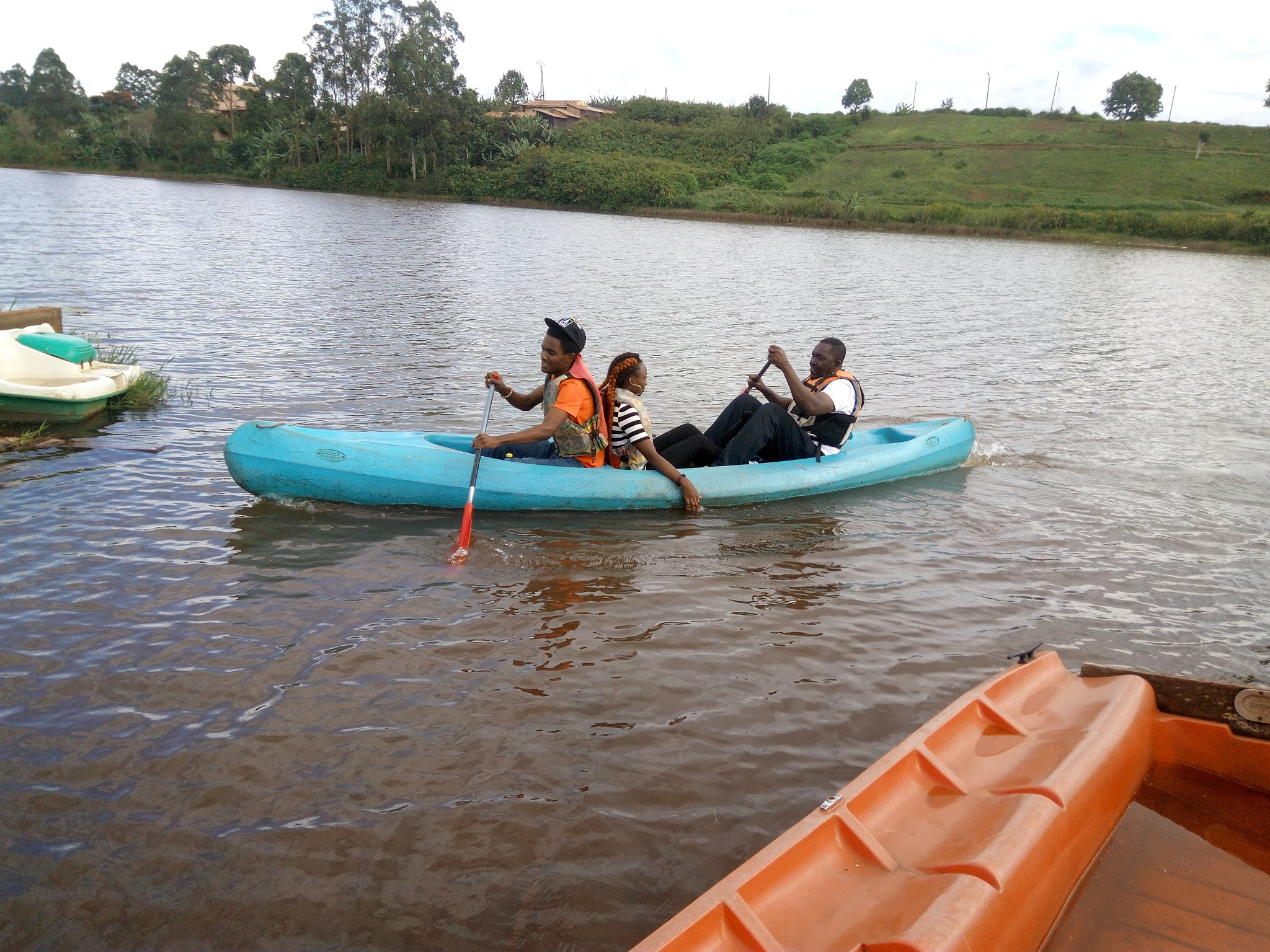
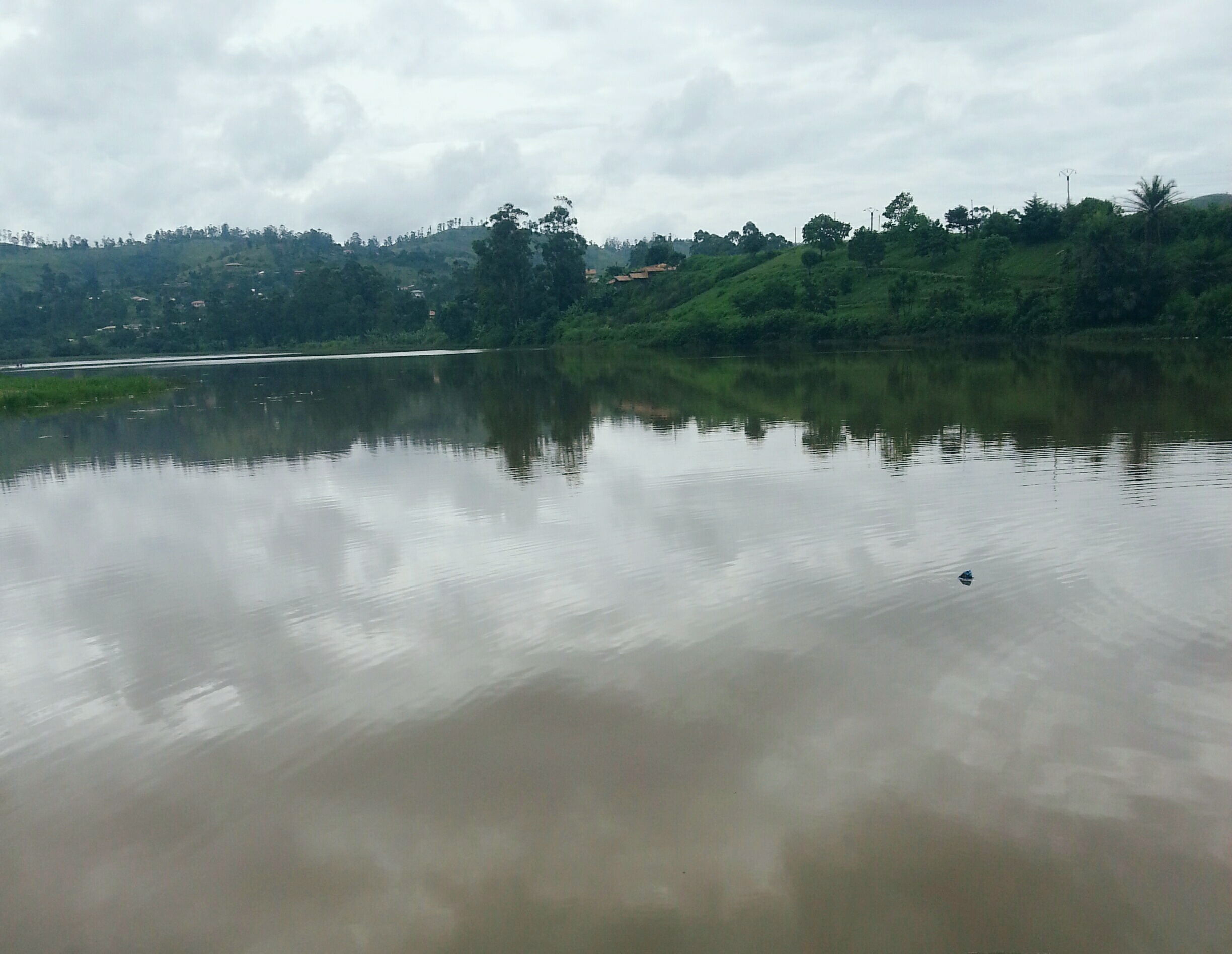
Lac municipale de Dschang
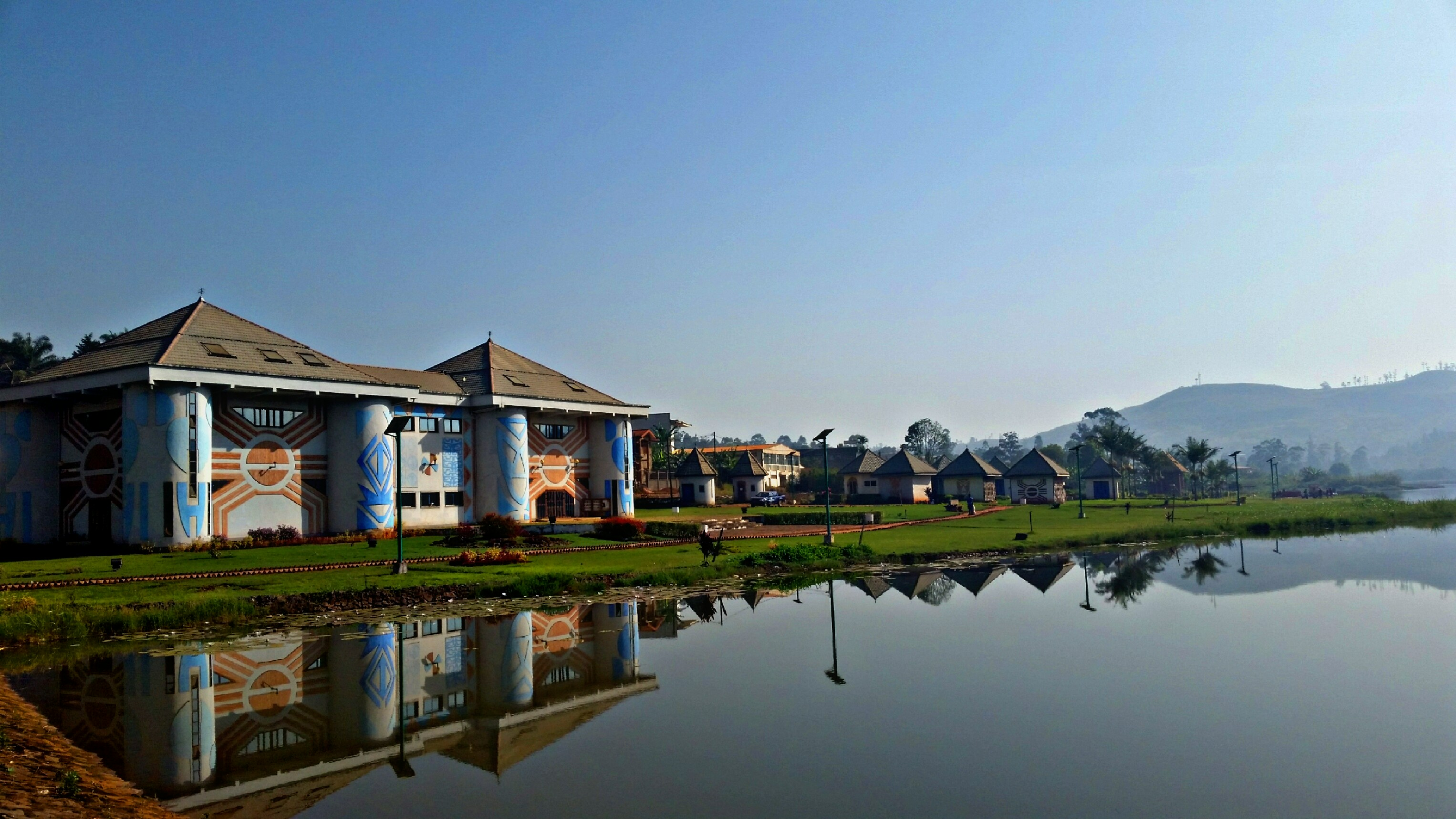
Musée des civilisations et le lac Municipal de Dschang
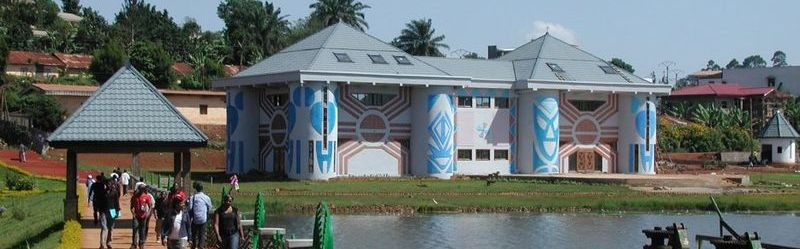
PontDschang
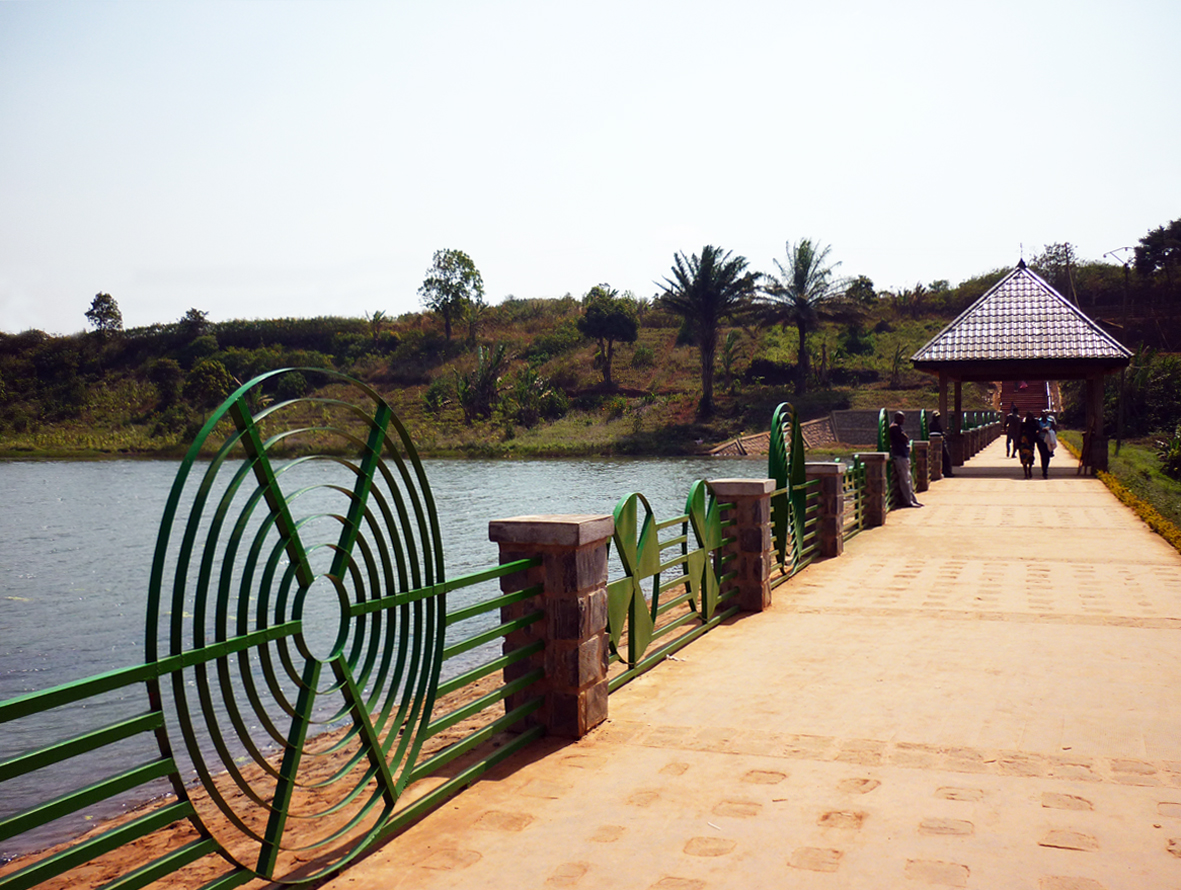
Pont du plaisir à Dschang

## Géographie

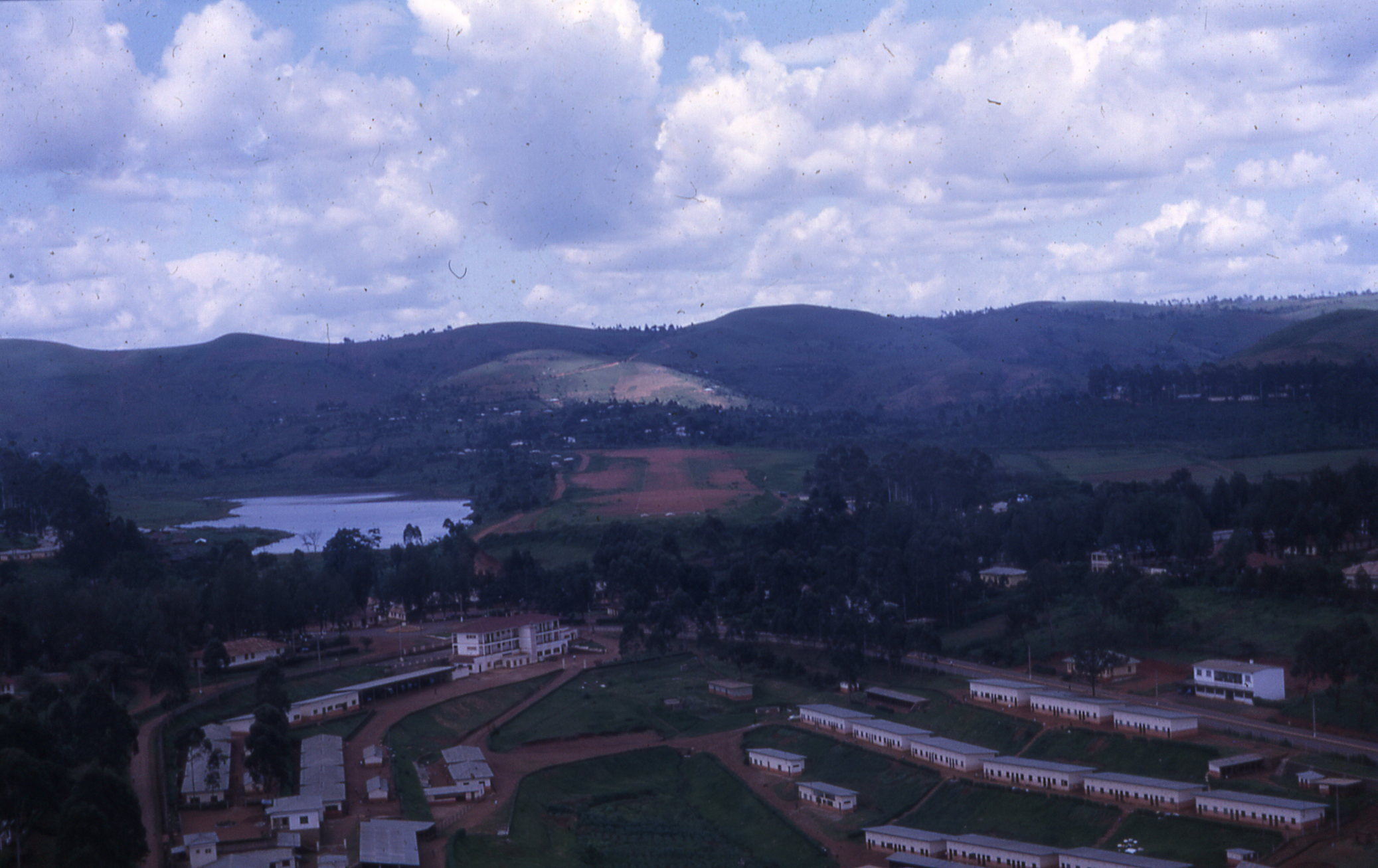
Le lac municipal de Dschang sous un jour ensoleillé
Lac municipal de Dschang et l'aéroport au sud du lac

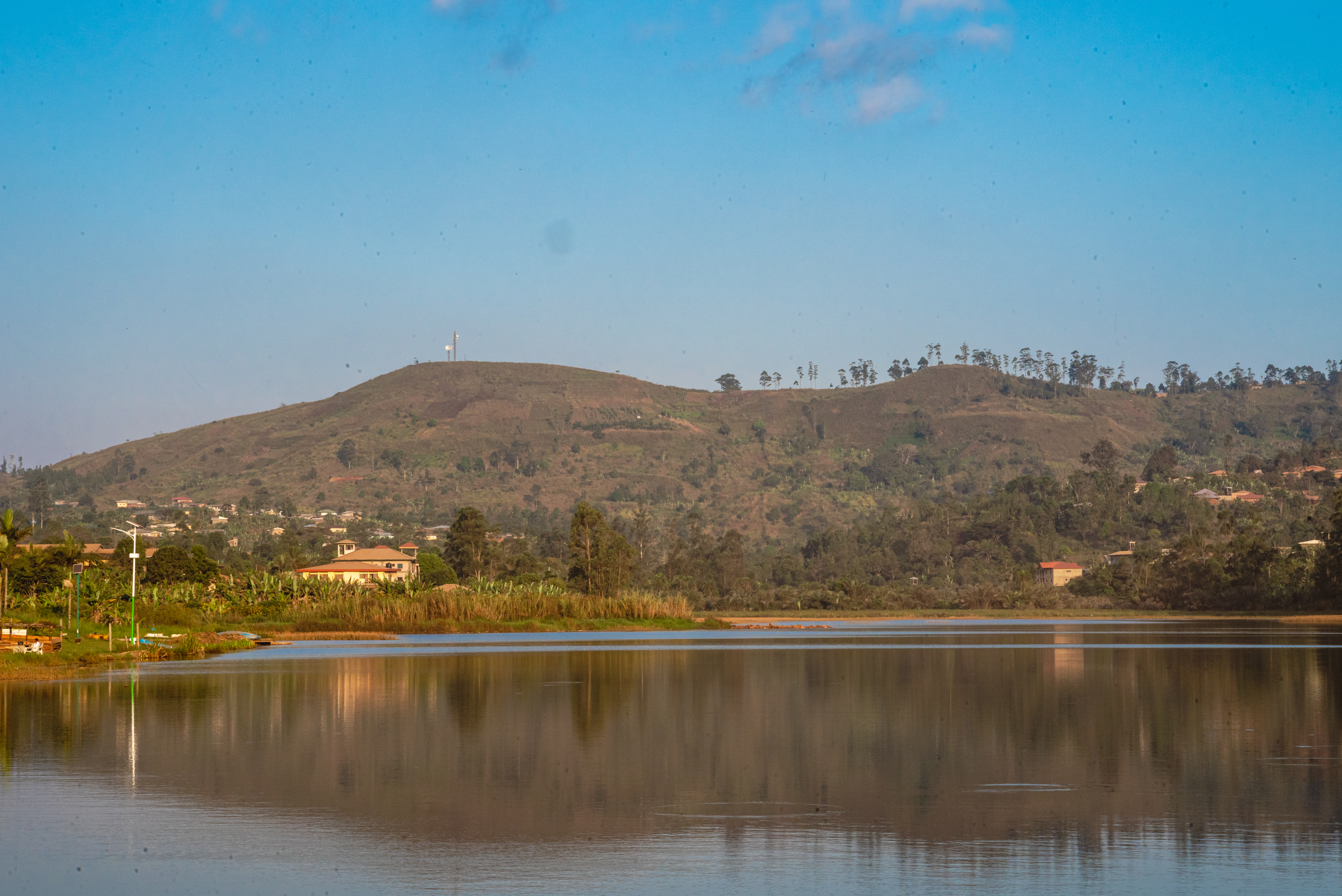
Le lac municipal de Dschang sous un jour ensoleillé